# Автошлях Т 2417
Автошля́х Т 2417 — автомобільний шлях територіального значення у Черкаській області. Проходить територією Золотоніського району від перетину з Н08 через Маліївку — Чорнобай — Хрестителеве — Мар'янівку. Загальна довжина — 29,3 км (без урахування комунальних автошляхів всередині населених пунктів).

## Маршрут
Автошлях проходить через такі населені пункти:
| Автошлях Т 2417     |     |
| Черкаська область   |     |
| Золотоніський район |     |
|                     | Н08 |
| Маліївка            |     |
| Чорнобай            |     |
| Хрестителеве        |     |
| Мар'янівка          |     |